# Cheongju City FC
Cheongju City FC war ein Fußballfranchise aus der Stadt Cheongju in Südkorea. Der Verein spielte zuletzt in der K3 League Advance, der vierthöchsten Spielklasse Südkoreas. Der Verein sollte nach den Plänen der Stadtverwaltung Cheongju in den kommenden Jahren in der K League antreten. Ende 2018 fusionierte der Verein mit den Stadtrivalen Cheongju FC zum neuen Verein Cheongju FC.

## Geschichte

### Vorgeschichte
Am 3. Oktober 2005 wurde das Fußballfranchise Cheonan FC, welcher ebenfalls in der K3 League spielte, gegründet. Zu der Zeit, nutzte das Franchise das neugebaute Cheonan-Fußballcenter, um ihre Heimspiele auszutragen. Am 10. Februar 2007, reichte das Franchise bei der KFA einen Antrag auf Eingliederung und Teilnahmeberechtigung an der neugegründeten K3 League ein und trat kurz darauf in der Premierensaison der K3 League bei. Ein Jahr später wurde mit Cheonan City FC ein Halbprofiverein von der Stadt gegründet, weshalb sie danach zwei Fußballfranchises besaßen. Vier Jahre später, am 27. Dezember 2012 fand die Cheonan FC Social Cooperative Promoters Competition. Die Gründungshauptversammlung selber fand im neuen Jahr, am 25. Januar 2013 statt. Am 21. Juni 2013 erlaubte das Südkoreanische Ministerium für Kultur, Sport und Tourismus den Verein und damit erstmals einen Verein überhaupt, eigene Genossenschaften gründen zu dürfen. Im Laufe der Zeit geriet der Verein durch Finanzielle Verluste in eine Wirtschaftliche Schieflage. Daraufhin wurde am 30. Januar 2016 eine Generalversammlung des Verein abgehalten, indem entschieden wurde, dass der Verein verkauft werden soll.

### Gründung
Der Großkonzern SMC Engineering kaufte schließlich den Verein und schloss ein Abkommen mit der Stadt Cheongju, sodass der Verein vor Saisonbeginn 2016 von Cheonan nach Cheongju umzog und sich fortan Cheongju City FC nannte. Gegründet wurde der neue Verein offiziell am 11. März 2016.

### Anfangsjahre als neuer Verein (2016–2018)
Die Vereinsführung gab zum Start der Saison das Ziel aus, die Meisterschaftsspiele zu erreichen. Dieses Ziel konnten sie erreichen. Der Verein belegte am Ende der Saison einen beachtlichen 3. Platz. Der Verein konnte zudem auch das erstmals ausgetragene Cheongju-Derby, gegen Cheongju FC sogar mit 1:0 für sich gewinnen. Im Viertelfinale der Meisterschaftsspiele traf der Verein auf Yangju Citizen FC, welches 1:1 zu Ende ging. Da aber Cheongju das Heimrecht besaß gewannen sie automatisch das Spiel und trafen anschließend im Halbfinale auf Jeonju FC. Das Halbfinalspiel ging ebenfalls 1:1 zu Ende. Da aber auch hier Cheongju City FC das Heimrecht besaß gewannen sie auch dieses Spiel. Im Finale trafen sie anschließend auf den FC Pocheon. Das Hinspiel in Cheongju endete mit einem torlosen Remis. Das Rückspiel verloren sie aber mit 2:4, sodass sie die Ligameisterschaft knapp verpasst hatten. Neben der Liga traten sie auch im Korean FA Cup an. Dort trafen sie in ihrer ersten Runde auf die Gwangju-Universität, welche man mit 1:0 besiegen konnte. In der darauffolgenden Runde, trafen sie auf die Yongin-Universität. Das Spiel endete mit 1:1, aber im anschließenden Elfmeterschießen konnten sie Yongin mit 4:3 bezwingen. In der 4. Hauptrunde des Pokals trafen sie auf den Erstligisten Incheon United, welchen sie knapp mit 0:1 am Ende des Pokalspiels unterlegen waren.
In der darauffolgenden Saison konnte der Verein sich sogar auf den 2. Tabellenplatz verbessern. In den darauffolgenden Meisterschaftsspielen, trafen sie zuhause auf Gimpo Citizen FC. Das Spiel ging 3:3 zu Ende. Da auch dort ebenfalls das Heimteam automatisch bei einem Unentschieden gewann, gewann Cheongju City FC automatisch das Spiel. Im anschließend ausgetragenen Halbfinale traf man auf Hwaseong FC. Das Spiel endete torlos. Auch da gewann Cheongju aufgrund des Heimrechtes automatisch das Spiel und stand somit im Finale der Ligameisterschaft. Dort trafen sie erneut auf den FC Pocheon. Das Hinspiel konnte Cheongju mit 1:0 für sich gewinnen, doch das Rückspiel verloren sie in Pocheon mit 0:2, sodass sie erneut nur Vizemeister der K3 League wurden. Im Korean FA Cup 2017 trafen sie in ihrer ersten Runde auf den Ligakonkurrenten Paju Citizen FC, welchen sie im Elfmeterschießen mit 3:1 schlagen konnten. In der darauffolgenden Runde trafen sie auf den Zweitligisten Seongnam FC, welchen sie sich aber mit 1:3 geschlagen mussten.
Die darauffolgende Saison 2018 verlief sportlich sehr enttäuschend. Der Verein beendete in der Liga die Saison auf Tabellenplatz 6 und konnte sich somit erstmals nicht für die Meisterschaftsspiele qualifizieren. Auch im Pokal lief es nicht gut. In ihrer ersten Runde verlor der Verein gegen Gimhae City FC im Elfmeterschießen mit 4:5 und schieden somit ungewohnt früh aus. Nach Ende der Saison verkündete die Stadt Cheongju, dass die beiden Vereine Cheongju City FC und Cheongju FC zu einem gemeinsamen Fußballfranchise fusionieren werden. Somit wurde 2018 zum letzten Mal das Cheongju-Derby ausgetragen.

### Professionalisierung des Vereins
Das Hauptziel der Stadt und SMC Engineering war es, mit Cheongju City FC in der K League zukünftig anzutreten. Dazu wurden im Verlauf der Saison 2017 Gespräche geführt und Abkommen mit der K League unterschrieben. Nach Ende der Saison fehlte für einen K-League-Beitritt nur noch das entsprechende Budget. Die Stadtverwaltung lehnte allerdings ein entsprechendes Budget für die K League ab und gab stattdessen den Verein nur ein Budget für die K3 League. Die Entscheidung der Stadtverwaltung rief große und schwere Kritik hervor.

## Historie-Übersicht
| Spielzeit | Liga | Liga               | Liga               | Korean FA Cup | Korean FA Cup | Nationales Sportfestival | Nationales Sportfestival |
| Spielzeit | Div. | Wettbewerb         | Platz              | Wettbewerb    | Platz         | Wettbewerb               | Platz                    |
| --------- | ---- | ------------------ | ------------------ | ------------- | ------------- | ------------------------ | ------------------------ |
| 2016      | 4    | Reguläre Spielzeit | 3. Platz           | Korean FA Cup | 4. Hauptrunde | Chungbuk-Meisterschaft   | Gewinner                 |
| 2016      | 4    | Ligameisterschaft  | Finalist           | Korean FA Cup | 4. Hauptrunde | KNSF                     | 1. Runde                 |
| 2017      | 4    | Reguläre Spielzeit | 2. Platz           | Korean FA Cup | 4. Hauptrunde | Chungbuk-Meisterschaft   | Ausgeschieden            |
| 2017      | 4    | Ligameisterschaft  | Finalist           | Korean FA Cup | 4. Hauptrunde | Chungbuk-Meisterschaft   | Ausgeschieden            |
| 2018      | 4    | Reguläre Spielzeit | 6. Platz           | Korean FA Cup | 3. Hauptrunde | Chungbuk-Meisterschaft   | Gewinner                 |
| 2018      | 4    | Ligameisterschaft  | Nicht Qualifiziert | Korean FA Cup | 3. Hauptrunde | KNSF                     | Vorrunde                 |

Anmerkung: KNSF steht für Koreanisch-Nationales Sportfestival.

## Stadion
| Stadion | Name             | Eigentümer               | Eröffnung | Nutzungszeitraum | Nutzungszeitraum |
| Stadion | Name             | Eigentümer               | Eröffnung | Von              | Bis              |
| ------- | ---------------- | ------------------------ | --------- | ---------------- | ---------------- |
|         | Cheongju-Stadion | Stadtverwaltung Cheongju | 1979      | 2016             | 2018             |

## Rivalität
Die Fans von Cheongju City FC waren mit den Stadtrivalen Cheongju FC verfeindet. Ihr Derby nannte sich das Cheongju-Derby. Des Weiteren waren sie aufgrund der Sportlichen Brisanz mit den FC Pocheon verfeindet. Ihr Derby nannte sich das Cheongpo-Match.